# Igor Sergejewitsch Iwanow

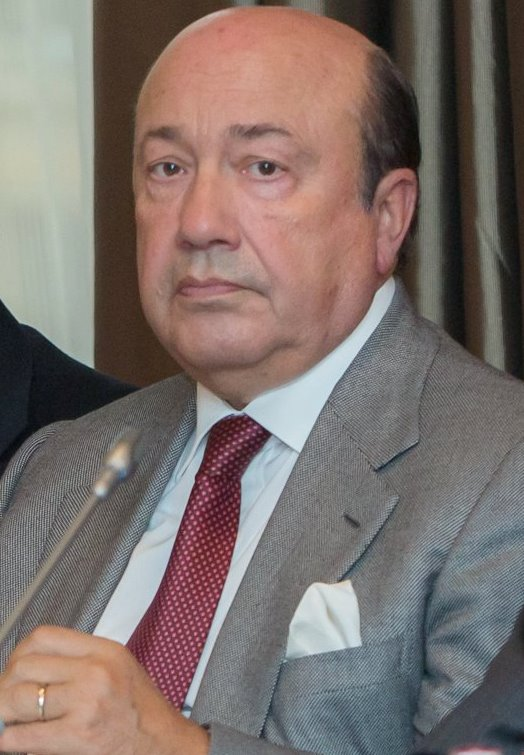
Igor Iwanow, 2014

Igor Sergejewitsch Iwanow (russisch Игорь Сергеевич Иванов, wiss. Transliteration Igor Sergeevič Ivanov; * 23. September 1945 in Moskau) ist ein russischer Politiker. Er ist Diplomat und war von 1998 bis 2004 Außenminister der Russischen Föderation. Vom 9. März 2004 bis zum 17. Juli 2007 war er Sekretär des Sicherheitsrates der Russischen Föderation.
Iwanow ist Sohn eines russischen Vaters und einer georgischen Mutter. Er war Kadett der Suworow-Militärschule in Moskau. 1969 schloss er ein Studium der spanischen und englischen Sprache am Moskauer Maurice-Thorez-Institut für Fremdsprachen ab. Danach war er wissenschaftlicher Mitarbeiter am Institut für Weltwirtschaft und internationale Beziehungen der Sowjetischen Akademie der Wissenschaften (IMEMO).
1973 trat er in den diplomatischen Dienst der Sowjetunion ein, ging an die Handelsabteilung der russischen Botschaft in Spanien. 1983 wechselte er als Berater, später Assistent des Ministers in das Außenministerium in Moskau. 1991 wurde er russischer Botschafter in Madrid. 1994 übernahm Iwanow das Amt des Ersten Stellvertretenden Außenministers. Vom 11. September 1998 bis 8. März 2004 war er Außenminister Russlands.
Iwanow plädiert für eine realistische und pragmatische russische Außenpolitik, die sich an der wirtschaftlichen und politischen Stärkung Russlands orientiert. Außenpolitische Abenteuer lehnt er ab. Iwanow wandte sich gegen den NATO-Einsatz in Jugoslawien (Operation Allied Force), nannte die Beteiligung Russlands an der Friedensmission einen Fehler. Auch den Dritten Golfkrieg gegen den Irak lehnte er ab. Im November 2003 vermittelte Iwanow während der Rosenrevolution in Georgien zwischen der Opposition und Staatspräsident Eduard Schewardnadse. Im Mai 2004 vermittelte er beim Machtwechsel in Adscharien und erreichte den Rücktritt des adscharischen Machthabers Aslan Abaschidse.
Er ist Mitglied im European Leadership Network (ELN).
Iwanow spricht neben Russisch auch Englisch, Spanisch und Georgisch. Er ist verheiratet und hat eine Tochter. Während der Zeit seiner diplomatischen Tätigkeit in Spanien besuchte er gerne Stierkämpfe.

## Schriften
- Die neue russische Diplomatie: Rückblick und Visionen. Ullstein-Taschenbuchverlag, München 2002, ISBN 3-548-75090-7.